# Liste der denkmalgeschützten Objekte in Sankt Jakob im Walde
Die Liste der denkmalgeschützten Objekte in Sankt Jakob im Walde enthält die denkmalgeschützten, unbeweglichen Objekte der Gemeinde Sankt Jakob im Walde.

## Denkmäler
| Foto |                 | Denkmal                                                                           | Standort                                        | Beschreibung | Metadaten |
| ---- | --------------- | --------------------------------------------------------------------------------- | ----------------------------------------------- | --- | --- |
| ja   | Datei hochladen | Kath. Pfarrkirche hl. Jakobus d. Ä. und Friedhof HERIS-ID: 69641 Objekt-ID: 82727 | bei Kirchenviertel 1 Standort KG: Kirchenviertl | Die Pfarrkirche wurde von den Krumbachern Ende des 12. Jh. erbaut und erstmals als capella sancti Jacobi im Jahr 1209 erwähnt. Als das Stift Vorau 1217 Mutterkirche von Sankt Jakob wurde, erfolgte der Ausbau zu einer Pfeilerbasilika. In der zweiten Hälfte des 15. Jh. wurde die Kirche im Stil der Spätgotik umgebaut. 1663 wurde die Flachdecke durch ein Gewölbe abgelöst, der Kirchturm wurde 1768 erbaut. nach dem Brand von 1886 erhielt die Kirche eine neue Kuppel. Die heutige Ausstattung stammt größtenteils von der Jesuitenkirche in Judenburg. | BDA-Hist.: Q38122831 Status: § 2a Stand der BDA-Liste: 2025-06-30 Name: Kath. Pfarrkirche hl. Jakobus d. Ä. und Friedhof GstNr.: .2, 45, 46 Kath. Pfarrkirche hl. Jakobus d. Ä. (Sankt Jakob im Walde) |
| ja   | Datei hochladen | Pfarrhof HERIS-ID: 69644 Objekt-ID: 82731                                         | Kirchenviertel 1 Standort KG: Kirchenviertl     | Der Pfarrhof stammt aus dem Jahre 1732 und ist mit einem hölzernen Verbindungsgang mit der Pfarrkirche verbunden. Er wurde im Zweiten Weltkrieg beschädigt. | BDA-Hist.: Q38122850 Status: § 2a Stand der BDA-Liste: 2025-06-30 Name: Pfarrhof GstNr.: .1/1 |
| ja   | Datei hochladen | Pfarrheim HERIS-ID: 69652 Objekt-ID: 82740                                        | Kirchenviertel 70 Standort KG: Kirchenviertl    | | BDA-Hist.: Q38122871 Status: § 2a Stand der BDA-Liste: 2025-06-30 Name: Pfarrheim GstNr.: .1/2 |